# 新約SDガンダム外伝 新世聖誕伝説
新約SDガンダム外伝 新世聖誕伝説、バンダイの玩具カードダスを中心とした企画で、騎士ガンダムシリーズの第12作である。2017年5月にシリーズ第1弾である「神聖騎士の再臨編」が発売された。

## 概要
騎士ガンダムシリーズの第12作で、カードダスのシリーズとしては第10作。明確な年月は明らかにされていないが、鎧闘神戦記から数十年後のスダ・ドアカワールドでの戦いを描いた作品。物語は鎧闘神戦記編の舞台となったから始まり。
登場人物は主に『新機動戦記ガンダムW』、『新機動戦記ガンダムW　Endless Waltz』、『機動戦士ガンダム 鉄血のオルフェンズ』のキャラクターや兵器がモデルになっている。
2017年に展開された『SDガンダム外伝まつり』の一環としてカードダスを含む企画が行われた。鉄血のオルフェンズモチーフのキャラクターは、本編と違って紅き月光と皇子の鎧編のボスになった司令官ラスタル(その正体は、月の悪の傀儡である子バグが人間に擬態したモンスターであるメタルモンスターバグラスタルに姿を変え更にメタルモンスターバグラスタルギガへ変化したが超機甲神ガンジェネシスRによって倒された)以外は、全員生還している。

## 登場人物
（）内はモデルとなったキャラクター。ただし、モチーフについて公式には発表されていないので諸説ある。

### 神聖騎士の再臨
古代神バロックガンVS古の黄金神
法術士デュオ（デュオ・マックスウェル）
闘士トロワ（トロワ・バートン）
騎士カトル（カトル・ラバーバ・ウィナー）
剣士ウーフェイ（張五飛）
守護天使ヒイロ（ヒイロ・ユイ）
騎士ウイングガンダム（ウイングガンダム）
鎧闘神ウイング
オズワルド騎士団
電光騎士ゼクス（ゼクス・マーキス）
雷迅機トールギス （トールギス）
四闘神
騎士ノイン（ルクレツィア・ノイン）
双騎士レディアン、レディドゥ (レディ・アン)
騎士エレガント・レーズ (トレーズ・クシュリナーダ)
バーサル騎士ウイングガンダム（ウイングガンダムゼロ(テレビアニメ版)）
騎士ガンダムエピオン（ガンダムエピオン）
鎧闘神エピオン
天使リリーナ姫（リリーナ・ドーリアン）
騎士ガンダムデスサイズ （ガンダムデスサイズ）
騎士ガンダムヘビーアームズ （ガンダムヘビーアームズ）
騎士ガンダムサンドロック （ガンダムサンドロック）
騎士シェンロンガンダム （シェンロンガンダム）
騎士騎士ジェミナス01（ガンダムジェミナス01）VS近衛騎士ジェミナス02（ガンダムアスクレプオス）
啓示騎士ガンダムエックス （ガンダムX）
太陽騎士ゴッドガンダム （ゴッドガンダム）
新生アルガス騎士団
神聖騎士ウイングガンダム （ウイングガンダムゼロ(EW版)）
神風騎士ウインド（トールギスIII）
超鎧闘神ウイング
堕天使ドロシー
豪嵐神バロックガンΩ
スペリオルドラゴンZ
守護神サンボーン
天使リリーナ姫し天使マリーメイア
魔従機兵レグルス（リーオー）／重従機兵ハルデバグル  (トーラス)

機甲神エルガイヤー
月光騎士ネオガンダム (ネオガンダム)
騎士ガンダム・バルバトス(ガンダム・バルバトス)

### 鉄血の騎士
騎士ガンダム・バルバトス
兵士ミカヅキがエイハブメタルで変身した姿。
兵士ミカヅキ (三日月・オーガス)
神聖騎士ウイングガンダム
超鎧闘神ウイング
騎士ガンダムヘビーアームズ (ガンダムヘビーアームズ改（EW版))
騎士シェンロンガンダム (アルトロンガンダム（EW版))
月光騎士ネオガンダム
闘士トロワ
剣士ウーフェイ
貴族クーデリア (クーデリア・藍那・バーンスタイン)
ラクロア王国の貴族
太陽騎士ゴッドガンダム
モンスタースケルトンデナンゾンＧ  (デナン・ゾン)
リオン・カージ界のモンスター
モンスタードートレチュ・ウェポン  (ドートレス)
リオン・カージ界のモンスター
リベンジモンス騎士リーオー (リーオー)
獣化再生したものオズワルド騎士
リベンジモンス騎士エアリーズ (エアリーズ)
獣化再生したものオズワルド騎士
兵士ゴッゾー   (ゴッゾー)
ギャラルホルン帝国の兵士
兵士ゴドウィン (ゴドウィン)
ギャラルホルン帝国の兵士
戦士イーゲル (イーゲル)
ギャラルホルン帝国の戦士
攻城機兵イルフド  (キャノン・イルフート)
ギャラルホルン帝国の攻城機兵
騎士シュヴァルベ・グレイズ  (シュヴァルベ・グレイズ)
ラクロア王国に侵攻したギャラルホルン帝国の指揮官
機闘士ガンダム・グシオン (ガンダム・グシオン)
機械の身体を持つ闘士。
仮面の騎士 (ガンダム・バエル)
奇甲神デルガイヤー
超奇甲神クレストガンジェネシス

### 灼熱！激闘の機甲神
騎士ガンダム・バルバトス
月光騎士ネオガンダム
団長オルガ (オルガ・イツカ)
鉄華団の団長
鉄華団
クリュセ村に住む月の民の末裔たちで組織された傭兵部隊。
ビルワーカー  (鉄華団モビルワーカー)
鉄華団が旧世代の機兵の残骸から建造
幻影卿ガンダムF91
機甲神マーキュリアス＆機甲神アクアリウス
騎士ガンダムサンドロック (ガンダムサンドロック改（EW版))
騎士カトル
騎士ガンダムステイメン
騎士ガンダム・バルバトスVS機騎士ガンダム・キマリス
機甲神オルフェリス＆機甲神ジュピタリアス
魔法騎士アポロ
貴族クーデリア
機甲神ギガンティス
リベンジモンスザクトパス（サイコミュ高機動試験用ザク）
「円卓の騎士」皇騎士ガンダム (キングガンダムⅡ世)たちが倒した「ザクトパス」の亜種
兵士グレイズ (グレイズ)
ギャラルホルン帝国の兵士
戦士マン・ロディ (マン・ロディ)
機闘士グレイズ・アイン (グレイズ・アイン)
機騎士ガンダム・キマリス (ガンダム・キマリス)

モンスターマグマギガントジオング (ジオング)
リオン・カージ界のモンスター
戦士ダークアラクノ （アラクノガンダム）
デスペリオル族の戦士
ゾンビ機兵ファラオ13世（ファラオガンダムXIII世）
暗黒機甲神ダークギガンティス
『鎧闘神戦記』の時に、暗黒卿マスターガンダムによって強制合体され暗黒機甲神ジェノガイストにされた際、5体の機甲神の内ギガンティスが最もマスターガンダムの闇の影響を強く受けてしまい、それによって変貌した姿。
仮面の騎士
奇甲神オービターミリオン  (ピースミリオン)
機甲神エルガイヤーの復活

### 紅き月光と皇子の鎧
甲鉄騎士ガンダム・バルバトスルプス (ガンダム・バルバトスルプスレクス)
闘士アキヒロ (昭弘・アルトランド) ／機闘士ガンダムグシオンリベイク  (ガンダム・グシオンリベイク)
「闘士アキヒロ」がエイハブメイルで機械の闘士へと変身した「機闘士ガンダムグシオンリベイク」でした。
法術士シノ (ノルバ・シノ)／機術士ガンダムフラウロス (ラフタ・フランクランド)
「法術士シノ」がエイハブメイルで機械の法術士へと変身した「機術士ガンダムフラウロス」。
戦士ラフタ (ラフタ・フランクランド)
騎士団長ドモン (ドモン・カッシュ+ガンダムシュピーゲル (鎧甲))
ラクロア騎士団長。「黄金神話」の主人公。 太陽騎士ゴッドガンダムと共に戦い、後に先代騎士団長ネロスガンダムの後任となった。魔馬キサイウン (風雲再起)を駆り戦う。法術士シュピーゲルをモチーフとした鎧兜を装備して勇敢に戦う他、敵の機兵サンダーゼウスに対抗してパワーアップした戦神機で立ち向かう。
機甲神エルガイヤーR
傭兵ヒャクレン  (百錬)
モンスター守備隊
ラクロア騎士団
騎士プロトガンイージ（プロトタイプガンイージ) 、兵士ジムII（ジムII) て構成
機兵ネオモネールIII (ネモ)
ラクロア王国の機兵。
機兵サンダーゼウス (ゼウスガンダム)
ギャラルホルン帝国の機兵。元々「機兵の谷」に放置されていた機兵をギャララホルンがリペアして使用していると思われます。
モンスターインセクトワーカー (ギャラルホルンモビルワーカー)
ギャラルホルン帝国のモンスター
老戦士ゲイレール (ゲイレール)
ギャラルホルン帝国の老戦士。司令官ラスタルの命令で皇子マクギリスを監視している。
闘士ユーゴー (ユーゴー)
ギャラルホルン帝国の闘士であり、やはり月でも活動できるように機械の身体となっている。
機騎士ガンダム・キマリスヴィダール (ガンダム・キマリスヴィダール)
皇子マクギリス (マクギリス・ファリド)
仮面の騎士の正体は、ギャラルホルン帝国の皇子であるマクギリス。
司令官ラスタル (ラスタル・エリオン)/メタルモンスターバグラスタル/メタルモンスターバグラスタルギガ
ギャラルホルン帝国の司令官。後にメタルモンスターバグラスタルが敵味方問わず、周囲の物体を吸収、構築することで破格の巨体を持つ「メタルモンスター バグラスタルギガ」に再生、強化して復活した。
紅き月

### 月に輝く鉄血魔神
甲鉄騎士ガンダム・バルバトスルプス
鉄血魔神ガンダム・バルバトスルプス
甲鉄騎士ガンダム・バルバトスルプスが全てのエイハブメタルを取り込み機兵サイズに巨大化した姿。
甲鉄騎士ガンダム・バルバトスルプスレクス (ガンダム・バルバトスルプスレクス)
甲鉄騎士ガンダム・バルバトスルプスが機重奇神ジークドミヌスの残骸の一部を取り込み進化した姿。
貴族クーデリア＆鉄華団
機騎士ガンダムキマリスヴィダール  (ガンダム・キマリスヴィダール)
「月の悪」から解放、浄化の機騎士ガンダムキマリスヴィダール
機皇騎士ガンダム・バエル (ガンダム・バエル)
戦士マン・ロディ (マン・ロディ)＆戦士ランドマン・ロディ (ランドマン・ロディ)
剣士ヘキジャ (辟邪)
月光騎士ネオガンダム   (ネオ・ガンダム)
金剛戦士ガンキャノン (ガンキャノン)
妖精ジムスナイパーカスタム（ジム・スナイパーカスタム）&妖精キッカ（キッカ・キタモト）
拳撃師ネモ（ネモ）
騎士ガエリオ (ガエリオ・ボードウィン)
ギャラルホルン帝国の騎士
騎士シデン  (獅電オルガ機)
団長オルガがモビルメイルの力でに変身した姿。
神聖鎧闘神ウイング
守護機神デスサイズ
守護機神ヘビーアームズ
守護機神サンドロック
守護機神シェンロン
モンスタープルーマ (プルーマ)
モンスターゴーレムガルム・ロディ  (ガルム・ロディ)
ヴィーンゴールヴ界に生息するモンスター。侵入者と認識する能力を持ち、攻撃してきたものを侵入者と認識し突撃、自爆する厄介なモンスター。
モンスターサイクロプスグレイズ (グレイズ)
ヴィーンゴールヴ界に生息するモンスター
モンスタースケルトンレギンレイズ (レギンレイズ)
ヴィーンゴールヴ界に生息するモンスター
モンスタークラブシャルフリヒター (シャルフリヒタ)
ヴィーンゴールヴ界に生息するモンスター
奇甲兵モンスターブラックドラゴン
ブラックドラゴンを模倣した奇甲兵。
奇甲兵騎士サザビー (サザビー)
騎士サザビーを模倣した奇甲兵。
奇甲兵騎士ガンダム (騎士ガンダム)
騎士ガンダムを模倣した奇甲兵。
奇甲兵マスターガンダム  (マスターガンダム)
暗黒卿マスターガンダムを模倣した奇甲兵。
奇甲騎士バエル (ガンダム・バエル)
近衛騎士ヘルムヴィーゲ・リンカー (ヘルムヴィーゲ・リンカー)&近衛騎士グリムゲルデ (グリムゲルデ)
奇甲騎士バエルの護衛
機重奇神ジークドミヌス (ハシュマル)
過去にギャラルホルン帝国を操り、セレネスを滅ぼした元凶。『機甲神伝説』の天空魔城ゲルニカや紅き月は、ジークドミヌスがスタ・ドアカワールドに逃げ込んだネオとルナを滅ぼした後、スタ・ドアカワールドを支配するために作り出したものだった。
怨骸騎士ジークドミヌス (レギンレイズ・ジュリア)
鉄血魔神ガンダム・バルバトスルプスに敗れた機重奇神ジークドミヌスが復活した姿。